# Les tres Nornes

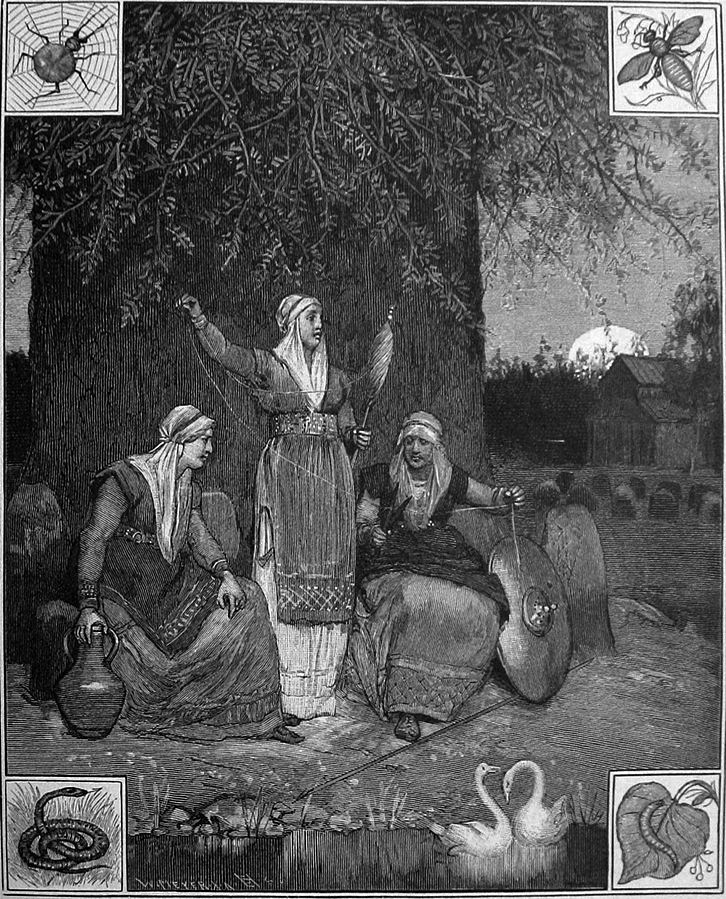
Les tres nornes

Les nornes (antic nòrdic: norn, plural: nornir) de la mitologia escandinava són tres germanes anomenades Urd (el que ha succeït), Verdandi (el que està succeint) i Esculda (el que succeirà).
Viuen sota les arrels de l'Ígdrasil, l'arbre del cosmos (tot i que en alguns relats se'ns diu que viuen en el Bifrost), on teixeixen el tapís dels destins. La vida de cada persona és un fil en el seu teler, i la llargada del fil és la llargada de la vida d'una persona. Curiosament, Esculda també era el nom d'una valquíria.
D'aquesta manera, tot té el seu destí en la religió escandinava: fins i tot el déus tenen els seus fils, encara que les nornes no els els deixen veure. Aquesta subjecció dels déus a un poder que escapa al seu control i les repercussions que té això per a ells, els quals també tindran una fi, és un dels temes més importants dins la literatura que tracta sobre mitologia escandinava.

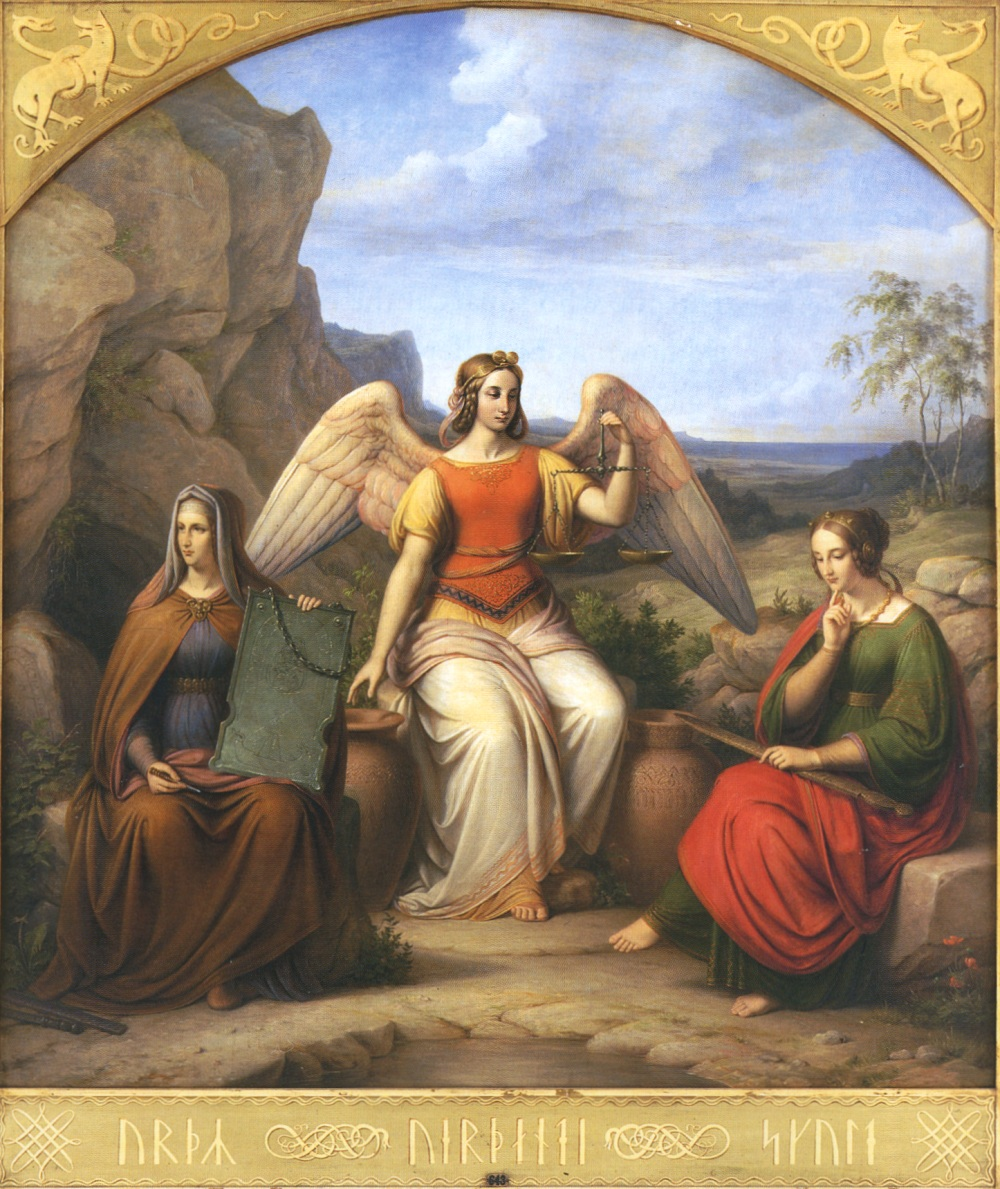
En aquesta representació romàntica de les nornes, hi apareix una Verdandi amb ales

Les tres divinitats que teixeixen el destí existeixen en un nivell profund de la mitologia dels pobles indoeuropeus, tot i que, probablement, no són tan antigues com la tècnica de teixir. Es pot veure que les nornes de la mitologia escandinava tenen les seves homòlogues entre els grecs, amb les anomenades moires, i entre els romans, amb les anomenades parques.

## Influència de les nornes en la cultura posterior
En l'obra Macbeth de William Shakespeare, tres germanes anomenades Weird Sisters expliquen al protagonista el seu destí. Sembla que Weird és una paraula derivada de l'anglosaxó wyrd, la qual està relacionada amb Urd i designa també un concepte de la religió dels pobles germànics. També apareixen a la tetralogia Der Ring des Nibelungen, de Richard Wagner.
Tres personatges vagament basats en les nornes, i anomenats com elles, apareixen en el manga japonès Oh My Goddess.
Una ètnia, anomenada nornes, apareix en la sèrie fantàstica de Tad Williams Memory, Sorrow, and Thorn; no obstant això, no sembla que hi hagi relació aparent.